# Discografia de BiS
A discografia de BiS, acrônimo para Brand-new idol Society (新生アイドル研究会, Shinsei aidoru Kenkyūkai), um grupo idol japonês formado em 2010 e encerrado em 2014, conta com três álbuns de estúdio (um independente), um extended play (EP), quatro álbuns de vídeo, duas compilações e um álbum de remixes. Além disso, lançou 16 singles, dois deles em colaboração com outros artistas.

## Álbuns

### Álbuns de estúdio
| Ano                                                                                         | Detalhes do álbum | Desempenho nas paradas musicais | Desempenho nas paradas musicais |
| Ano                                                                                         | Detalhes do álbum | JPN                             | JPN Top Sales                   |
| Álbuns independentes                                                                        | Álbuns independentes | Álbuns independentes            | Álbuns independentes            |
| ------------------------------------------------------------------------------------------- | --- | ------------------------------- | ------------------------------- |
| 2011                                                                                        | Brand-new idol Society - Lançado: 23 de março de 2011 - Gravadora: Tsubasa - Formato(s): CD, download digital                      | —                               | —                               |
| Álbuns major                                                                                | |                                 |                                 |
| 2012                                                                                        | Idol Is Dead (IDOL is DEAD) - Lançado: 24 de outubro de 2012 - Gravadora: Avex - Formato(s): CD, CD+DVD, download digital          | 30                              | 32                              |
| 2014                                                                                        | Who Killed Idol? (WHO KiLLED IDOL?) - Lançado: 5 de março de 2014 - Gravadora: Avex - Formato(s): CD, CD+DVD, download digital, LP | 14                              | 21                              |
| "—" denota um lançamento que não entrou na parada musical, ou não foi lançado naquele país. | |                                 |                                 |

### Extended plays(EP)
| Ano  | Detalhes do álbum                                                                        | Notas                               |
| ---- | ---------------------------------------------------------------------------------------- | ----------------------------------- |
| 2012 | Bisukete (びすけて) - Lançado: 26 de setembro de 2012 - Gravadora: Avex - Formato(s): CD | - Limitado ao site Village Vanguard |

### Álbuns de compilação
| Ano                                                                                         | Detalhes do álbum | Desempenho nas paradas musicais | Desempenho nas paradas musicais |
| Ano                                                                                         | Detalhes do álbum | JPN                             | JPN Top Sales                   |
| ------------------------------------------------------------------------------------------- | --- | ------------------------------- | ------------------------------- |
| 2014                                                                                        | Otameshi Best!! (お試しBEST！！) - Lançado: 21 de janeiro de 2014 - Gravadora: Avex - Formato(s): CD+DVD                     | —                               | —                               |
| 2014                                                                                        | Urya-Oi!!! (うりゃおい！！！) - Lançado: 2 de julho de 2014 - Gravadora: Avex - Formato(s): CD, CD+DVD, download digital, LP | 11                              | 17                              |
| "—" denota um lançamento que não entrou na parada musical, ou não foi lançado naquele país. | |                                 |                                 |

### Álbuns deremixes
| Ano  | Detalhes do álbum                                                                                          | Desempenho nas paradas musicais |
| Ano  | Detalhes do álbum                                                                                          | JPN                             |
| ---- | --- | ------------------------------- |
| 2015 | DJ Megumi's BiS Mix (DJ MEGUMI'S BiS MiX) - Lançado: 27 de maio de 2015 - Gravadora: Avex - Formato(s): CD | 138                             |

## Singles
| #                                                                                           | Ano                   | Título                            | Desempenho nas paradas musicais | Desempenho nas paradas musicais | Álbum                               |
| #                                                                                           | Ano                   | Título                            | JPN                             | JPN Hot 100                     | Álbum                               |
| Singles independentes                                                                       | Singles independentes | Singles independentes             | Singles independentes           | Singles independentes           | Singles independentes               |
| ------------------------------------------------------------------------------------------- | --------------------- | --------------------------------- | ------------------------------- | ------------------------------- | ----------------------------------- |
| -                                                                                           | 2011                  | "Taiyo no Jumon" (single digital) | —                               | —                               | Brand-new idol Society              |
| -                                                                                           | 2011                  | "Interaction" (single digital)    | —                               | —                               | Não incluso em álbum                |
| 1                                                                                           | 2011                  | "My Ixxx"                         | 83                              | —                               | Idol Is Dead                        |
| 2                                                                                           | 2011                  | "Nerve"                           | —                               | —                               | Brand-new idol Society Idol Is Dead |
| 3                                                                                           | 2011                  | "Primal."                         | 64                              | 74                              | Idol Is Dead                        |
| -                                                                                           | 2012                  | "Tofu" (single digital)           | —                               | —                               | Não incluso em álbum                |
| 4                                                                                           | 2012                  | "Idol"                            | 41                              | —                               | Idol Is Dead                        |
| Singles major                                                                               |                       |                                   |                                 |                                 |                                     |
| 1                                                                                           | 2012                  | "PPCC"                            | 31                              | —                               | Idol Is Dead                        |
| 2                                                                                           | 2013                  | "BiSimulation"                    | 14                              | 61                              | Who Killed Idol?                    |
| 3                                                                                           | 2013                  | "Die"                             | 6                               | 90                              | Who Killed Idol?                    |
| 4                                                                                           | 2013                  | "Fly"                             | 8                               | 44                              | Who Killed Idol?                    |
| 4                                                                                           | 2013                  | "Hi"                              | 8                               | —                               | Who Killed Idol?                    |
| 5                                                                                           | 2014                  | "Stupig"                          | 7                               | 54                              | Who Killed Idol?                    |
| 6                                                                                           | 2014                  | "Final Dance"                     | 4                               | 45                              | Não incluso em álbum                |
| 6                                                                                           | 2014                  | "Nerve"                           | 4                               | —                               | Não incluso em álbum                |
| "—" denota um lançamento que não entrou na parada musical, ou não foi lançado naquele país. |                       |                                   |                                 |                                 |                                     |

### Singlescolaborativos
| Ano                                                                                         | Título                                      | Desempenho nas paradas musicais | Desempenho nas paradas musicais | Álbum                |
| Ano                                                                                         | Título                                      | JPN                             | JPN Hot 100                     | Álbum                |
| ------------------------------------------------------------------------------------------- | ------------------------------------------- | ------------------------------- | ------------------------------- | -------------------- |
| 2013                                                                                        | "Get You" (com Dorothy Little Happy)        | 11                              | 10                              | Who Killed Idol?     |
| 2013                                                                                        | "Denden Passion / Idol" (com Dempagumi.inc) | —                               | —                               | Não incluso em álbum |
| "—" denota um lançamento que não entrou na parada musical, ou não foi lançado naquele país. |                                             |                                 |                                 |                      |

## Videografia

### Álbuns de vídeo
| Ano                                                                                         | Detalhes do álbum | Desempenho nas paradas musicais | Desempenho nas paradas musicais | Desempenho nas paradas musicais |
| Ano                                                                                         | Detalhes do álbum | JPN Oricon DVD                  | JPN Oricon BD                   | JPN Tower DVD                   |
| ------------------------------------------------------------------------------------------- | --- | ------------------------------- | ------------------------------- | ------------------------------- |
| 2013                                                                                        | Backstage idol Story Jōkan (バックステージ・アイドル・ストーリー上巻) - Lançado: 20 de fevereiro de 2013 - Gravadora: Space Shower Network - Formato(s): BD                                                 | —                               | —                               | —                               |
| 2013                                                                                        | Backstage idol Story Gekan (バックステージ・アイドル・ストーリー下巻) - Lançado: 20 de fevereiro de 2013 - Gravadora: Space Shower Network - Formato(s): BD                                                 | —                               | —                               | —                               |
| 2013                                                                                        | Road to Budokan Kokugikan "Who Killed Idol?" (ROAD TO BUDOKAN KOKUGIKAN 「WHO KiLLED IDOL?」) - Lançado: 4 de dezembro de 2013 - Gravadora: Avex - Formato(s): DVD                                          | 51                              | —                               | 10                              |
| 2014                                                                                        | Idol Is Dead (アイドル・イズ・デッド) - Lançado: 8 de janeiro de 2014 - Gravadora: Avex - Formato(s): DVD, BD                                                                                               | —                               | 237                             | —                               |
| 2014                                                                                        | Idol Is Dead -Non-chan no Propaganda Daisenso- <Cho Kanzenban> (アイドル・イズ・デッド－ノンちゃんのプロパガンダ大戦争－＜超完全版＞) - Lançado: 28 de maio de 2014 - Gravadora: Avex - Formato(s): DVD, BD | —                               | 155                             | —                               |
| 2014                                                                                        | BiS Nari no All Night Nippon DVD (BiSなりのオールナイトニッポンDVD) - Lançado: 8 de julho de 2014 - Gravadora: — - Formato(s): DVD                                                                          | —                               | —                               | —                               |
| 2014                                                                                        | BiS Kaisan Live "BiS Nari no Budokan"@Yokohama Arena (BiS解散LIVE「BiSなりの武道館」@横浜アリーナ) - Lançado: 24 de setembro de 2014 - Gravadora: Avex - Formato(s): DVD, BD                                | 39                              | 45                              | 4                               |
| 2015                                                                                        | Kanzenhan BiS Cannonball 2014 (完全版BiSキャノンボール2014) - Lançado: 22 de julho de 2015 - Gravadora: Space Shower Music - Formato(s): DVD                                                                | 57                              | —                               | —                               |
| "—" denota um lançamento que não entrou na parada musical, ou não foi lançado naquele país. | |                                 |                                 |                                 |

### Vídeos musicais
| Ano  | Título                                | Diretor                       | Ref.   |
| ---- | ------------------------------------- | ----------------------------- | ------ |
| 2011 | "BiS"                                 | Takayuki Niwa                 | [ 22 ] |
| 2011 | "Paprika"                             | Koji Tanaka                   | [ 23 ] |
| 2011 | "Nerve"                               |                               |        |
| 2011 | "My Ixxx"                             |                               |        |
| 2011 | "Primal."                             |                               |        |
| 2012 | "Idol" (アイドル)                     |                               |        |
| 2012 | "Idol"                                |                               |        |
| 2012 | "PPCC"                                | Takayuki Niwa                 | [ 24 ] |
| 2012 | "Idol Is Dead"                        | Tomoyuki Kujirai              | [ 25 ] |
| 2012 | "Ash"                                 | Takayuki Niwa                 | [ 26 ] |
| 2012 | "Hitoribochi"                         |                               |        |
| 2013 | "Get You w/ Dorothy Little Happy"     |                               |        |
| 2013 | "BiSimulation"                        | Takayuki Niwa                 | [ 27 ] |
| 2013 | Hide Out Cut"                         | Kazuhito Asai                 | [ 28 ] |
| 2013 | "Die"                                 | Takayuki Niwa                 | [ 29 ] |
| 2013 | "Mura-Mura"                           | Tomoyuki Kujirai              | [ 30 ] |
| 2013 | "Fly"                                 | Takayuki Niwa                 | [ 31 ] |
| 2013 | "Hi"                                  | Takayuki Niwa                 | [ 32 ] |
| 2014 | "Stupig"                              | Takayuki Niwa                 | [ 33 ] |
| 2014 | "Odd Future -Pour Lui Ver.-           | Takayuki Niwa                 | [ 34 ] |
| 2014 | "Odd Future -Nozomi Hirano Ver.-"     | Takayuki Niwa                 | [ 35 ] |
| 2014 | "Odd Future -First Summer Uika Ver.-" | Takayuki Niwa                 | [ 36 ] |
| 2014 | "Odd Future -Tentenko Ver.-"          | Takayuki Niwa                 | [ 37 ] |
| 2014 | "Odd Future -Saki Kamiya Ver.-"       | Takayuki Niwa                 | [ 38 ] |
| 2014 | "Odd Future -Megumi Koshoji Ver.-"    | Takayuki Niwa                 | [ 39 ] |
| 2014 | "Primal.2"                            | Kazuhito Asai / Takayuki Niwa | [ 40 ] |
| 2014 | "Final Dance"                         | Takayuki Niwa                 | [ 41 ] |
| 2014 | "Nerve"                               | Nigo                          | [ 42 ] |
| 2014 | "Tada Naite"                          |                               |        |